# دیگو تونتو
دیگو تونتو (انگلیسی: Diego Tonetto؛ زادهٔ ۵ دسامبر ۱۹۸۸) بازیکن فوتبال اهل آرژانتین است.
از باشگاه‌هایی که در آن بازی کرده‌است می‌توان به باشگاه فوتبال لوگو اشاره کرد.